# Монастырь Святого Знамения
Монастырь Святого Знамения (арм. Սուրբ Նշան վանք, монастырь Сурб Ншан Себастии) — армянский монастырский комплекс 1022 года, основанный последним царем рода Арцруни — Сенекеримом Арцруни (или его сыном Атом—Ашотом) у подножия горы Майрагом в Себастии на территории Малой Армении (близ города Сивас современной Турции). В 1915 году монастырь подвергся разорению и был разрушен, а его последние остатки были снесены в 1980-х годах. Сегодня на его месте находится военная база.   

## История
Монастырь был резиденцией монахов из Варагаванка, и в нём сохранялись царский трон и частицы Святого Креста Варагаванка, давшего название новосозданному монастырю (Сурб Ншан — Святое Знамение). В 1025 году сыновья царя Сенекерима перевезли его прах и частицы Святого Креста в Варагаванк, хотя другие связанные со Святым Крестом реликвии оставили в монастыре Святого Знамения. В 1026 году в храм Святого Знамения была привезена надгробная плита святого Иоанна Златоуста (на армянском — Ованнес Воскеберан), после чего обитель получила своё второе название — монастырь Святого Иоанна Златоуста.
Католикос Армянской церкви Петрос I Гетадарц жил в Сивасе с 1023 по 1026 год, прежде чем вернуться в Ани, тогдашнюю резиденцию армянского католикосата. В 1046 году, после захвата Ани византийскими войсками (1045 года) католикос Петрос I был изгнан из города и вынужден поселиться в Эрзуруме.
В 1198 году предводитель монастыря Святого Знамения архиепископ Анания, ставший в 1203 году католикосом и установивший в монастыре свой престол, принимал участие  в торжествах, посвящённых провозглашению Киликийского армянского царства и возведению на трон Левона II.
В 1387—1388 годах Степанос, архиепископ Севастии (бывшее название Сиваса), был казнен за отказ принять ислам. На какое-то время монастырь был превращен в святилище дервишей, а другие церкви города были снесены.
В 1563 году в монастыре Святого Знамения при участии Микаэла I Себастаци состоялось тайное совещание, на котором обсуждали, как освободиться от персидско-турецкого владычества. Настоятель монастыря архиепископ Нерсес в 1698 году был избран Киликийским католикосом. Монастырь выполнял важную образовательную функцию, а в 1815 году Ованесом Себастаци здесь была открыта гимназия.

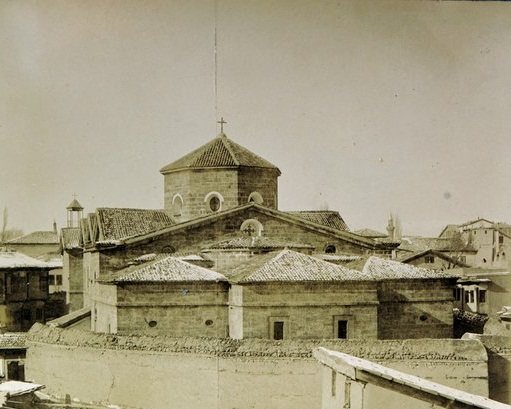
Фотография монастыря

В 1915 году монастырский комплекс стал главным хранилищем средневековых армянских рукописей в районе Севастии, и в нём было зарегистрировано не менее 283 рукописей. Библиотека не была разрушена во время геноцида армян и большая часть рукописей уцелела. В 1918 году около 100 из них были переданы Армянскому Патриархату в Иерусалиме. Другие сейчас находятся в Матенадаране в Ереване, в государственных или частных коллекциях.
В 1939 году монастырь посетил путешественник Х.Е. Кинг. Он обнаружил, что здание использовалось как военный склад и он не мог войти внутрь. Он писал, что обнесенная стеной ограда монастыря осталась нетронутой, а главная церковь оказалась «в отличном состоянии сохранности» вместе с куполом.
В настоящее время монастырь полностью разрушен и на его месте находится обширная военная база. Точная дата уничтожения неизвестна. В короткой статье в «Армянском репортере» от 30 марта 1978 года говорится, что в Стамбул дошли новости о сносе монастыря в Сивасе и о том, что Армянский Патриархат Стамбула должен подать жалобу. В некоторых книгах отмечается, что последние остатки монастыря были снесены в 1980-х годах.

### В период геноцида армян
Монастырь славился своей школой. Свой последний подъем монастырь пережил в 1912 году, когда Санасарянский колледж переехал туда и начал действовать. Однако в 1915 году монастырь и школа не ускользнули от глаз турецких мародеров. Большинство учителей колледжа погибли во время геноцида. Монастырь, в свою очередь, был разграблен и прекратил свое существование. Журнал «Алиса», издаваемый в Нью-Йорке, предоставляет эксклюзивную информацию о разграблении монастыря Святого Знамения в Севастии. Журнал просуществовал 10 лет (1925—1935 гг.), но каждый номер содержал информацию о турецких зверствах, совершенных в Западной Армении во время геноцида. В номере журнала за 1929 год приведены факты и сведения о разрушении монастыря Святого Знамения. 

## Устройство монастыря
Монастырь включал церковь Пресвятой Богородиц (Сурб Аствацацин), который представлял собой четырехугольное купольное сооружение квадратного плана с прямоугольными нишами в пересекающихся углах. Рядом с ним церковь Сурб Ншан (XI век, освящена учеником Григора Магистроса Пахлавуни — епископом Егише) имеет куполообразную форму зала с парой элементов каменной кладки. По обе стороны от алтаря расположены приделы, посвященные апостолам Петру и Павлу. Хачкары уложены на внешние фасады. Притвор, пристроенный к фасаду, служил местом захоронения настоятелей и прихожан монастыря. Третья церковь Святого Карапета, по преданию, была заложена как часовня, в которой находились останки Сенекерима Арцруни, умершего в 1025 году.